# Unterseeboot 179
Le Unterseeboot 179 (ou U-179) est un sous-marin allemand (U-Boot) de type IX D2 utilisé par la Kriegsmarine pendant la Seconde Guerre mondiale.

## Historique
Mis en service le 7 mars 1942, l'Unterseeboot 179 reçoit sa formation de base dans la 4. Unterseebootsflottille à Stettin en Prusse jusqu'au 31 août 1942, où il rejoint la formation de combat 10. Unterseebootsflottille à Lorient, avant d'être affecté le 1er octobre 1942 à la 12. Unterseebootsflottille à Bordeaux, port qu'il n'atteindra jamais.
Il quitte le port de Kiel pour sa première patrouille le 15 août 1942 sous les ordres du korvettenkapitän Ernst Sobe. Après 55 jours en mer et un navire marchand coulé de 6 558 tonneaux, l'U-179 est coulé à son tour le 8 octobre 1942 dans l'Atlantique sud, au large du Cap en Afrique du Sud à la position géographique de 33° 28′ S, 17° 05′ E, par des charges de profondeur lancées par le destroyer britannique HMS Active.

Les 61 membres d'équipage meurent dans cette attaque.

## Affectations successives
- 4. Unterseebootsflottille du 7 mars 1942 au 31 août 1942 (entrainement)
- 10. Unterseebootsflottille du 1er septembre 1942 au 30 septembre 1942 (service actif)
- 12. Unterseebootsflottille du 1er octobre 1942 au 8 octobre 1942 (service actif)

## Commandement
- Korvettenkapitän, puis Fregattenkapitän Ernst Sobe du 7 mars au 8 octobre 1942

## Patrouilles
|       | Commandant         | Départ       | Départ | Arrivée        | Arrivée | Jours    | Succès  |
| ----- | ------------------ | ------------ | ------ | -------------- | ------- | -------- | ------- |
| 1     | KrvKpt. Ernst Sobe | 15 août 1942 | Kiel   | 8 octobre 1942 | Coulé   | 55 jours | 6 558   |
| Total | Total              | Total        | Total  | Total          | Total   | 55 jours | 6 558 t |

Note : KrvKpt. = Korvettenkapitän 

## Navires coulés
L'Unterseeboot 179 a coulé un navire marchand de 6 558 tonneaux au cours de l'unique patrouille (55 jours en mer) qu'il effectua.
| Date           | Nom            | Nationalité     | Tonnage (GRT) | Fait  |
| -------------- | -------------- | --------------- | ------------- | ----- |
| 8 octobre 1942 | City of Athens | Grande-Bretagne | 6 558         | Coulé |